# Розе (певица)
Розанийн Парк (на английски: Roseanne Park), известна като Розè (на английски: Rosé, на корейски: 로제), е корейско-новозеландска певица и танцьорка. Добива популярност като част от момичешката група „Блекпинк“ преди да се насочи към солова кариера.

## Биография
Розè е родена на 11 февруари 1997 г. в Нова Зеландия. Корейското ѝ име е Парк Че-йонг (на корейски: 박채영). Израства в Австралия.
След успешно прослушване през 2012 г. подписва с южнокорейския лейбъл YG Entertainment и тренира четири години преди да дебютира като член на „Блекпинк“ през август 2016 г.
През март 2021 г.  Розè прави своя солов дебют с албума R. Албумът продава 448 089 копия през първата седмица, най-високият тираж за корейска соло изпълнителка. Водещият сингъл от албума – On the Ground – има комерсиален успех, като достига челната петица в Южна Корея и става най-високо класираната песен на корейска певица в американската класация „Билборд Хот 100“, австралийската класация ARIA Singles Chart и британската класация за сингли. Това е и първата песен на корейски солов изпълнител, оглавила „Билборд Глобал 200“, и носи на Розе два световни рекорда на Гинес. Вторият сингъл от албума – Gone – достига челната десетка и в Южна Корея.